# 鄧凝姿
鄧凝姿（1956年—），香港視覺藝術家及策展人，亦從事藝術行政、編輯等工作，在香港嶺南大學及香港浸會大學等擔任藝術教育工作。鄧凝姿以香港作為研究對象，作品多探討本土文化、社會理想、身份及溝通等問題。從90年代回歸前後對港人身份的探討，至近年對香港街道上的人和事的探索，均為其創作題材。

## 教育
鄧凝姿於1989年獲英國倫敦大學金匠學院美術學士，及分別於2003年及2008年獲墨爾本皇家理工大學藝術碩士及博士學位。

## 工作
鄧凝姿為自90年代起長期活躍於藝壇的多棲藝術工作者，長期擔任事藝術創作及藝術推動者的角色。2012年，她獲邀成為香港知專設計學院駐校創造者及泰國清邁大學駐校香港藝術家，2010年擔任香港嶺南大學駐校藝術家，2008年當選英國文化協會60週年香港當代人物，1996年獲香港藝術雙年展視覺藝術獎項。

## 作品
鄧凝姿的作品現廣為香港藝術館、香港文化博物館、雪梨中央圖書館等公共機構收藏，亦為私人收藏家及藝術愛好者珍藏。

## 展覽及活動
2014年11月  我們都是街道上的人，東華三院愛不同藝術畫廊，香港
2014年9月 「帶回家」藝術計劃，賽馬會創意藝術中心手作市集，香港
2014年6月 Art PopUP! @ PMQ，元創方 ，香港
2014年5月 回家了―藝術貨櫃計劃文獻展及藝術展覽，香港浸會大學傳理視藝大樓顧明均展覽廳，香港
2013年10月 這裡的街道真好，聲花畫廊，香港
2013年  讓我們拍一張照吧！街道上的人，香港各區，香港
2010年5月 進入屯門，香港嶺南大學 ，香港
2008年5月 藝術貨櫃計劃 ─「美麗旅程‧美麗世界」，西九文化區 ，香港

## 策展
2011年  偽科學，偽神話 - 嚴惠蕙陶瓷及混合媒介作品展，香港視覺藝術中心 ，香港
2011年  對呀， 門打開了， 賽馬會創意藝術中心畫廊，香港
2010年  如果你停泊在這裡， 伙炭藝術工作室開放計劃特備展覽，沙田商業中心，香港
2003年 再遇素描 – 桃花園篇，香港視覺藝術中心，香港
2003年 再現曾灶財， 藝術學院教學中心，香港
2003年 形影不離 - 小件作品展，藝術學院教學中心畫廊，香港藝術中心 ，香港

## 相關刊物
- 遮不掩的紗-鄧凝姿作品

- 在遠處的山有一點光 （页面存档备份，存于）

- 走讀藝術-香港藝術家工作室 （页面存档备份，存于）

- 航向水平線- 藝術貨櫃的旅程記事 （页面存档备份，存于）

## 外部連結
1. ↑  .   [2015-01-11]. （原始内容存档于2014-12-22）.
2. ↑   (PDF).   [2015-01-11]. （原始内容存档 (PDF)于2016-03-05）.
3. 1 2  .   [2015-01-11]. （原始内容存档于2014-12-22）.
4. ↑   (PDF).   [2015-01-11]. （原始内容存档 (PDF)于2015-01-05）.
5. ↑  .   [2015-01-05]. （原始内容存档于2015-01-05）.
6. ↑  .   [2015-01-11]. （原始内容存档于2014-12-27）.
7. ↑  .   [2015-01-11]. （原始内容存档于2018-06-14）.
8. ↑  .   [2015-01-11]. （原始内容存档于2015-01-05）.
9. ↑  .   [2015-01-11]. （原始内容存档于2016-03-04）.
10. ↑  .   [2015-01-05]. （原始内容存档于2015-04-02）.
11. ↑  .   [2015-01-11]. （原始内容存档于2014-08-12）.
12. ↑  .   [2015-01-11]. （原始内容存档于2016-03-04）.
13. ↑  .   [2015-01-11]. （原始内容存档于2014-07-09）.
14. ↑  .   [2015-01-11]. （原始内容存档于2014-11-29）.
15. ↑  .   [2015-01-11]. （原始内容存档于2014-12-22）.
16. ↑  .   [2015-01-11]. （原始内容存档于2015-02-01）.
17. ↑  .   [2015-01-11]. （原始内容存档于2014-12-22）.
18. ↑  .   [2015-01-11]. （原始内容存档于2012-01-21）.
19. ↑  .   [2015-01-11]. （原始内容存档于2015-04-23）.
20. ↑  .   [2015-01-11]. （原始内容存档于2019-03-06）.
21. ↑   (PDF).   [2015-01-11]. （原始内容存档 (PDF)于2012-04-25）.
22. ↑  http://books.google.com.hk/books/about/%E5%BD%A2%E5%BD%B1%E4%B8%8D%E9%9B%A2.html?id=0to-AAAACAAJ&redir_esc=y